# Traktion (Antrieb)

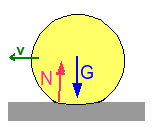
G: Gewichtskraft
N: entgegengesetzte Normalkraft des Untergrundes
v: Geschwindigkeit der Fortbewegung,
der Abstand zwischen G und N ist der „Hebelarm der rollenden Reibung“

Traktion (lateinisch trahere ‚schleppen‘, ‚ziehen‘) bezeichnet die kraftbetriebene Fortbewegung von Fahrzeugen. Im physikalischen Sinn ist sie eine Form der Zugkraft, die bei Überwindung eines Rollwiderstandes in Rotation eines Rades umgewandelt wird, um Lasten zu bewegen.
Eine beim Prozess der Bewegung zu berechnende technische Größe ist der Traktionskoeffizient, der Quotient aus den zur Bewegung eingesetzten Kräften und der bewegten Last.
Die Traktion ist sowohl bei der Beschleunigung eines Fahrzeugs als auch zur Erhaltung einer konstanten Fahrgeschwindigkeit relevant, da für letzteres Luft- und Rollwiderstand kompensiert werden müssen.  